# Дмитрук, Тарас Валерьевич
Тара́с Вале́рьевич Дмитру́к (укр. Тарас Валерійович Дмитрук; род. 9 марта 2000, Нововолынск, Волынская область) — украинский футболист, защитник клуба «Ворскла».

## Клубная карьера
Тарас начинал свою карьеру в любительском клубе «БРВ-ВІК» из Владимира-Волынского. Его первым тренером был Василий Григорович. В 2014 году он перебрался в систему киевского «Динамо». Тарас играл за юношеские и молодёжные команды динамовцев до февраля 2020 года, а затем перешёл в «Ворсклу». 3 июля того же года он дебютировал за эту команду в матче украинской премьер-лиги против «Львова»: защитник появился на поле на 73-й минуте, заменив Олега Власова. Всего в своём первом сезоне на взрослом уровне Тарас принял участие в 3 матчах украинского чемпионата. В сезоне 2020/21 он был арендован клубом «Горняк-Спорт», выступавшим в Первой лиге Украины.

## Карьера в сборной
В 2016—2017 годах Тарас представлял Украину на юношеском уровне, приняв участие в 5 матчах за сборную до 17 лет.

## Клубная статистика
| Выступление      | Выступление      | Выступление      | Чемпионат | Чемпионат | Кубок Суперкубок | Кубок Суперкубок | Еврокубки | Еврокубки | Итого | Итого |
| Клуб             | Лига             | Сезон            | Игры      | Голы      | Игры             | Голы             | Игры      | Голы      | Игры  | Голы  |
| ---------------- | ---------------- | ---------------- | --------- | --------- | ---------------- | ---------------- | --------- | --------- | ----- | ----- |
| Ворскла          | УПЛ              | 2019/20          | 3         | 0         | 0                | 0                | —         | —         | 3     | 0     |
| Ворскла          | Итого            | Итого            | 3         | 0         | 0                | 0                | 0         | 0         | 3     | 0     |
| → Горняк-Спорт   | ПФЛ              | 2020/21          | 4         | 0         | 0                | 0                | —         | —         | 4     | 0     |
| → Горняк-Спорт   | Итого            | Итого            | 4         | 0         | 0                | 0                | 0         | 0         | 4     | 0     |
| Всего за карьеру | Всего за карьеру | Всего за карьеру | 7         | 0         | 0                | 0                | 0         | 0         | 7     | 0     |